# NGC 565
NGC 565 est une galaxie spirale située dans la constellation de la Baleine. NGC 565 a été découverte par l'astronome américain George Mary Searle en 1867.

## Caractéristiques
Sa vitesse par rapport au fond diffus cosmologique est de 4 228 ± 29 km/s, ce qui correspond à une distance de Hubble de 62,4 ± 4,4 Mpc (∼204 millions d'al).
À ce jour, trois mesures non basées sur le décalage vers le rouge (redshift) donnent une distance de 67,833 ± 18,997 Mpc (∼221 millions d'al), ce qui est à l'intérieur des valeurs de la distance de Hubble.
La classe de luminosité de NGC 565 est I.

## Abell 194
La désignation DRCG 7-47 est utilisée par Wolfgang Steinicke pour indiquer que cette galaxie figure au catalogue des amas galactiques d'Alan Dressler. Les nombres 7 et 47 indiquent respectivement que c'est le 7e amas (Abell 194) de la liste et la 47e galaxie de cette liste. Cette même galaxie est aussi désignée par ABELL 194:[D80] 47 par la base de données NASA/IPAC, ce qui est équivalent. Dressler indique que NGC 519 est une galaxie lenticulaire de type S0.